# Cementiri de Sarrià
El cementiri de Sarrià és un recinte funerari situat a l'actual barri de les Tres Torres de Barcelona, catalogat com a bé amb elements d'interès (categoria C). Era el cementiri del municipi de Sarrià, annexionat a Barcelona el 1921, i es trobava a la rodalia de l'antic nucli urbà, ja a tocar de Sant Gervasi de Cassoles.

## Història i descripció
Arran de la supressió per Reial Ordre dels cementiris, els ajuntaments van haver de fer-se càrrec de construir nous recintes. L'Ajuntament de Sarrià va comprar uns terrenys a Mateu Sanges i Jaume Artigas i els primers enterraments foren el 1835. La construcció del recinte, però, fou posterior, segons un projecte de l'arquitecte Francesc Renart i Arús del 1849. Amb el pas del temps va esdevenir insuficient, i fou ampliat amb un segon recinte.

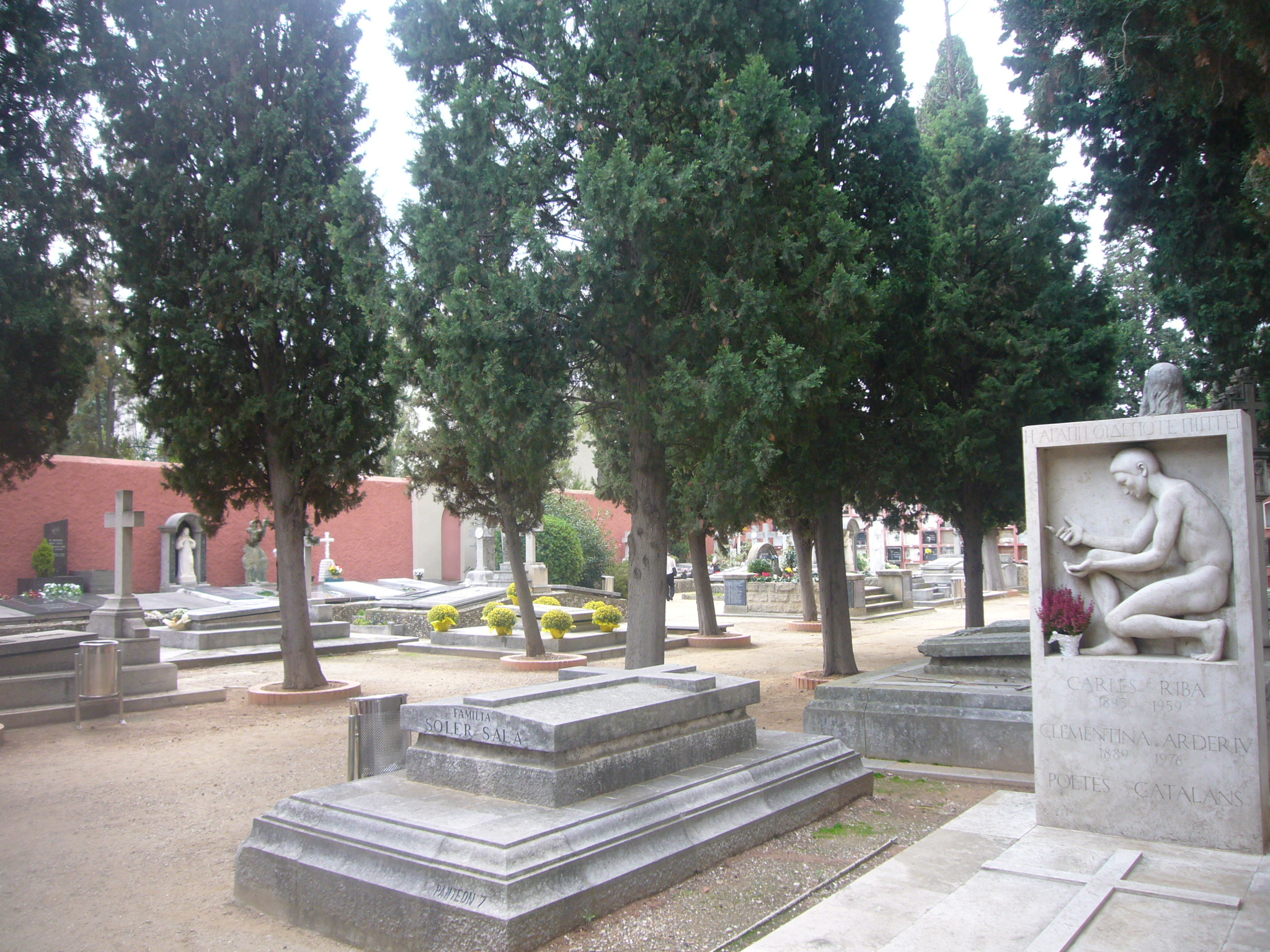
Cementiri i tomba de Carles Riba i Clementina Arderiu

Amb 4.569 m² i 2.163 sepultures, conserva l'aspecte d'un cementiri rural, sense moltes tombes monumentals. Inicialment, l'accés era pel carrer del Doctor Roux, on encara avui resta part de l'antic passeig, amb arbres a ambdós costats. La planta del cementiri és rectangular, i es disposa simètricament a partir de l'eix format pel camí que va de l'entrada a la capella. Als murs perimetrals hi ha nínxols, i l'espai restant es vengué per parcel·les. D'aquesta manera, les famílies benestants hi feren construir el seu panteó, generalment encarregat al mateix arquitecte que els hi projectava l'habitatge. Hi destaquen el panteó de la família Mumbrú, obra neogòtica d'August Font i Carreras (1894), i la tomba de Carles Riba i Clementina Arderiu, amb un relleu de Josep Clarà.
Carlos Ruiz Zafón el descriu en la seva novel·la Marina: 
| « | El cementerio de Sarrià es uno de los rincones más escondidos de Barcelona. Si uno lo busca en los planos, no aparece. Si uno pregunta cómo llegar a él a vecinos o taxistas, lo más seguro es que no lo sepan, aunque todos hayan oído hablar de él. Y si uno, por ventura, se atreve a buscarlo por su cuenta, lo más probable es que se pierda. Los pocos que están en posesión del secreto de su ubicación sospechan que, en realidad, este viejo cementerio no es más que una isla del pasado que aparece y desaparece a su capricho. | » |

## Enterrats il·lustres[calcitació]
- Josep Margenat i Cuyàs (Sarrià, 1807 - 1843), farmacèutic i polític
- Jaume Piquet i Piera (les Corts de Sarrià, Barcelona, 1839 — Sarrià, 1896) va ser un empresari i autor teatral (Dep. II, panteó 2, a nom de Marchesi)
- Onofre Garí i Torrent (Charleston, EUA, 1872 – Barcelona, 1920), pintor (Dep. I, panteó 2)
- Joan Baptista Codina i Formosa (Sabadell, 1860 - Barcelona, 1923), filòleg i eclesiàstic (Dep. I, panteó 3)
- Francesc Guasch i Homs (Barcelona, 1861 - 1923) i la seva esposa Emília Coranty Llurià (m. 1944), pintors (nínxols 102 i 103)
- Miquel d'Esplugues, Pere Campreciós i Bosch (Esplugues de Llobregat, 1870 - Barcelona, 1934), frare caputxí, erudit i escriptor (panteó dels caputxins)
- Beat Jaume Gascón i Bordàs (Jaume de Santa Teresa) (Forcall, 1886 - Barcelona, 1936), carmelita descalç (al nínxol d'una família amiga)
- Carles Riba i Bracons (Barcelona, 1893 - 1959), poeta i escriptor (Dep. II, panteó 8, en una tomba amb un relleu de J. Clarà)
- Jaume Mercadé i Queralt (Valls 1889 - Barcelona, 1967), pintor i orfebre (Dep. II, tomba 30)
- Josep Obiols i Palau (Sarrià, 1894 - Barcelona, 1967), pintor i gravador (Dep. II, nínxol 607)
- Eusebio Díaz González (Salamanca, 1878 - Barcelona, 1968), rector de la Universitat de Barcelona i magistrat de l'Audiència de Barcelona (Dep. II, nínxol 153)
- Esteve Blanch i Busquets, Evangelista de Montagut (Montagut (Sant Julià de Ramis), 1883 - Barcelona, 1968), caputxí, moralista i escriptor (panteó dels caputxins)
- Emili Ferrer i Espelt (Barcelona, 1899 - 1970), dibuixant i escenògraf (Departament II, illa 3a, núm. 500)
- Maties Solà i Farell (Sant Llorenç Savall, Vallès Occidental, 1884 – Barcelona, 1973), caputxí i bisbe a Nicaragua (panteó dels caputxins)
- Manuel Urda Marín «Urda» (Barcelona, 1888 - 1974), dibuixant i historietista (Dep. II, tomba 35)
- Lluís Trias de Bes i Giró (Barcelona, 1895 - 1974), cardiòleg (Dep. II, tomba 47)
- Clementina Arderiu i Voltas (Barcelona, 1889 - 1976), poeta (Dep. II, panteó 8, en la mateixa tomba de C. Riba, son marit)
- Josep Puig i Bosch, Hilari d'Arenys de Mar (Arenys de Mar, Maresme, 1889 — Barcelona, 1976), caputxí i escriptor (panteó dels caputxins)
- Nicolau Maria Rubió i Tudurí (Maó, 1891 - Barcelona, 1981), arquitecte, paisatgista i escriptor (Dep. II, tomba menor 22)
- Nolasc del Molar, Daniel Rebull i Montanyola (el Molar, Priorat, 1902 — Barcelona, 1983), caputxí i escriptor (panteó dels caputxins)
- Camil Plàcid Crous i Salichs (Calella, 1896 – Barcelona, 1985), frare caputxí i bisbe a Colòmbia (panteó dels caputxins).
- Pere Pi Calleja (Barcelona, 1907 - 1986), matemàtic (Dep. II, Eixample Dreta, nínxol 25)
- J. V. Foix (Sarrià, 1893 - Barcelona, 1987), poeta i escriptor (en el nínxol 84, "De Josep Foix i Ribera i dels seus")
- Ramon Sastre i Juan (Barcelona, 1896 - 1988), arquitecte, poeta i articulista (Dep. II, nínxol 219)
- Ramon Sarró i Burbano (Barcelona, 1900 - 1993), psiquiatre (Dep. II, tomba 25)
- Joan Sans i Balsells, Robert de la Riba (la Riba, Alt Camp, 1912 - Barcelona, 1999), caputxí, organista i compositor (panteó dels caputxins)
- Jordi Llimona i Barret (Barcelona, 1924 - 1999), caputxí, teòleg, escriptor i polític (panteó dels caputxins)
- Jaume Planas i Guasch (Barcelona, 1915 - 2004), metge, pioner de la cirurgia estètica.
- José Aldazábal Larrañaga (Azkoitia, 1938 - Barcelona, 2006), professor i liturgista salesià (al panteó dels salesians).
- Manuel de Solà-Morales i Rubió (Vitòria, 1939 - Barcelona, 2012), arquitecte i urbanista (Dep. II, tomba menor 9)